# Maria Capuana
María Capuana (Fano, 2 de setembre de 1891 - Càller, Sardenya, 22 de febrer de 1955) fou una mezzosoprano italiana.
Feu els estudis musicals al Conservatori de Nàpols en el que es diplomà com a professora de piano. Fou el seu mestre Vincenzo Romaniello, el qual, convençut del seva bona veu i de la seva disposició pel cant, l'aconsellà i la decidí perquè es perfeccionés, el que ella va fer en l'escola d'Eugenia Carelli, diplomant-se el 1913.
Maria Capuana debutà el 1913-14 en el Teatro San Carlo de Nàpols en Gli Ugonotti, al costat del tenor Grassi, aconseguint destacar-se immediatament, per la seva excel·lent veu i el seu brillant estil. Treballà en els principals teatres d'Itàlia, París, Lisboa, Madrid, Barcelona i Buenos Aires.
El seu repertori preferit el formaven Aida, Norma, Mignon i Tristany i Isolda.